# Festuca glumosa
Festuca glumosa är en gräsart som beskrevs av Eduard Hackel och E.B.Alekseev. Festuca glumosa ingår i släktet svinglar, och familjen gräs. IUCN kategoriserar arten globalt som nära hotad.
Artens utbredningsområde är Ecuador. Inga underarter finns listade i Catalogue of Life.